# توم فراي
توم فراي (بالإنجليزية: Tom Fry)‏ هو منافس ألعاب قوى أسترالي، ولد في 1974 في Hawthorne, Queensland ‏ في أستراليا.